# Nicholas Burns
R. Nicholas Burns, né le 28 janvier 1956 à Buffalo (New York), est un diplomate américain.

## Biographie
Ancien représentant permanent à l'OTAN et ambassadeur en Grèce, il a occupé des fonctions de responsabilité sous plusieurs administrations, aussi bien républicaines que démocrates.
De 1990 à 1995, il travaille à la Maison-Blanche dans les administrations du président républicain George H. W. Bush puis du président démocrate Bill Clinton. Il est alors spécialiste de l'Union soviétique puis de la Russie au sein du Conseil à la sécurité nationale.
De 1995 à 1997, il est porte-parole du département d'État sous la direction des secrétaires d'État Warren Christopher puis Madeleine Albright.
Sous l'administration de George W. Bush, il est sous-secrétaire d'État pour les Affaires politiques, sous la direction de Condoleezza Rice.
En 2005, il est considéré comme l'un des principaux artisans de l'arrivée des Américains[pas clair] dans le cadre des discussions bilatérales entre l'Union européenne et l'Iran.
Le 18 janvier 2008, il annonce vouloir prendre sa retraite de l'administration américaine pour raisons familiales.

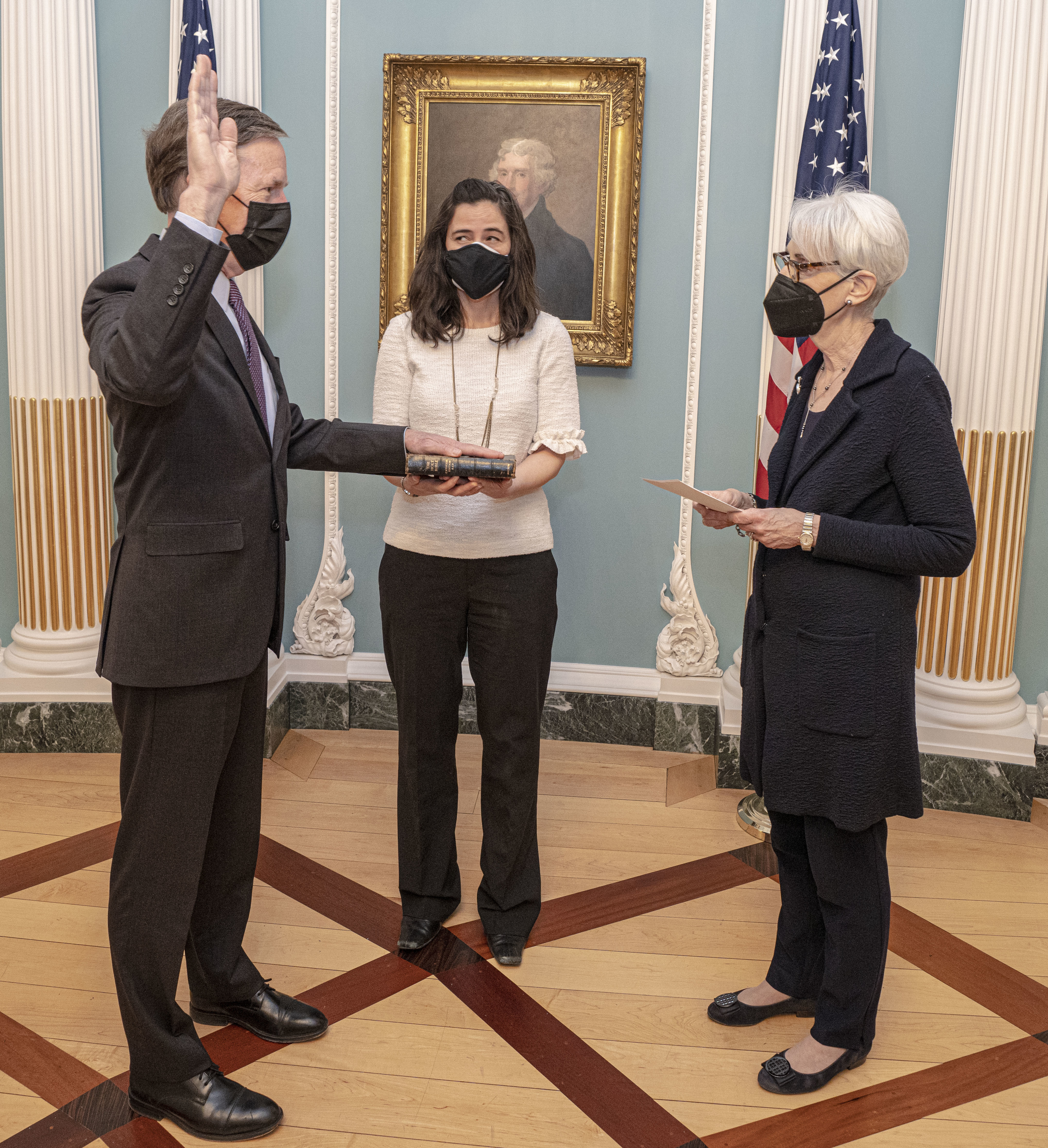
Nicholas Burns prêtant serment devant la secrétaire d'État adjointe Wendy Sherman, en janvier 2022.

Le 20 août 2021, le président Joe Biden nomme Nicholas Burns ambassadeur des États-Unis en Chine. Il est confirmé par le Sénat le 16 décembre 2021 par 75 voix pour et 18 contre. Il prête serment le 25 janvier 2022 et entre en fonction le 1er avril suivant.  